# NGC 585
NGC 585 je galaksija u zviježđu Kit.

## Vanjske poveznice
- SEDS: NGC 0585